# Lasiocala dioni
Lasiocala dioni är en skalbaggsart som beskrevs av Soula 2006. Lasiocala dioni ingår i släktet Lasiocala och familjen Rutelidae. Inga underarter finns listade i Catalogue of Life.